# 시모스와역
시모스와역(일본어: 下諏訪駅, しもすわえき)은 일본 나가노현 스와군 시모스와정에 있는 동일본 여객철도 주오 본선의 역이다.
주오 본선을 운행하는 특급열차가 일부 정차를 한다.

## 타는 곳
| 1 | ■주오 본선 | 지노・고부치자와・고후・하치오지・신주쿠 방면                                                          |
| 2 | ■주오 본선 | ■시노노이 선 직결 오카야・시오지리・마쓰모토 방면                                                      |
| 2 | ■주오 본선 | ■신에쓰 본선 직결 아카시나・시노노이・나가노 방면                                                      |
| 2 | ■주오 본선 | ■이다선（다쓰노 지선（주오본선 구선）경유）직결 다쓰노・이나 시・고마가네・이다・덴류쿄・도요하시 방면 |
| 3 | ■주오 본선 | 상하행 대피선                                                                                          |

## 인접역
| 동일본 여객철도 주오 본선 | 동일본 여객철도 주오 본선 | 동일본 여객철도 주오 본선 |
| ------------------------- | ------------------------- | ------------------------- |
| 가미스와 다치카와 방면    | ■ 주오 본선 보통          | 오카야 마쓰모토 방면      |
| 오카야 도요하시 방면      | ■ 이다선 직결 열차        | 가미스와 지노 방면        |